# Preventorio
Se llamaban preventorios los edificios destinados a la prevención del desarrollo y propagación de enfermedades, como la tuberculosis infantil. Se buscaban para ellos ubicaciones en el campo, aislados, y en alto, para la respiración del aire puro, o incluso aprovechando la existencia de aguas termales.
En España tuvieron especial importancia, y se crearon numerosos de ellos por iniciativa estatal, durante la época de la posguerra.
Hoy están abandonados o rehabilitados para usos turísticos.
También se llamaba preventorios a las checas de Barcelona y Valencia en tiempos de la Guerra civil española. Las primeras clasificadas por letras. Las segundas por números.

## Algunos preventorios españoles
- Preventorio de Aguas de Busot.
- Preventorio de Torremanzanas.

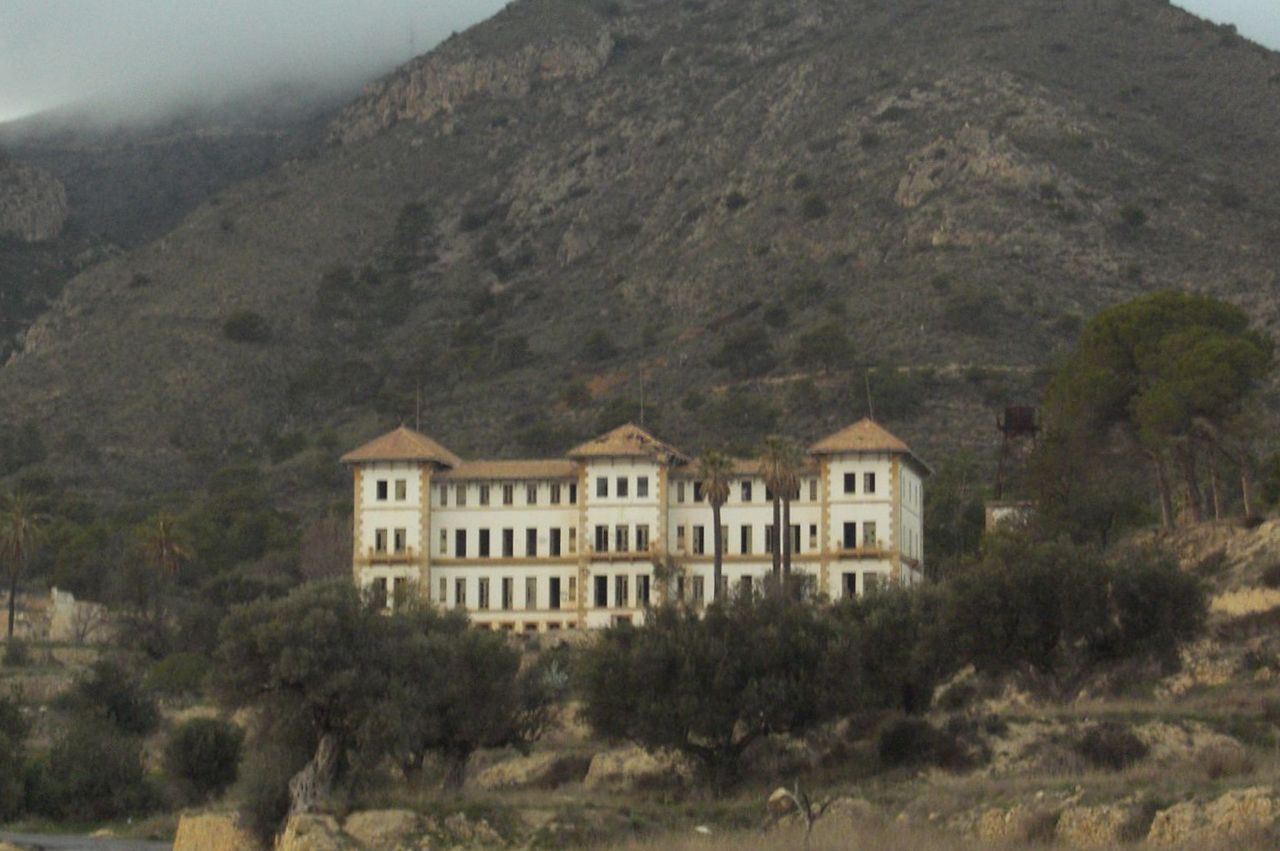
Preventorio de Aguas de Busot

- Preventorio de la Divina Pastora, o de Tablada.
- Preventorio de Alcoy.
- Preventorio de Sierra Espuña.
- Preventorio de Agramonte.
- Preventorio del Niño Jesús de Almería.
- Preventorio del Doctor Murillo de Guadarrama.
- Preventorio de La Sabinosa (Tarragona)

## Ejemplos en el cine
- El año de las luces